# 恭城书院
恭城书院，原名罗蒙书院，位于中国湖南省怀化市通道侗族自治县县溪镇罗蒙山下，是一座始建于宋1105年古代书院建筑。现存建筑为清代重建，是中国保存较完整的侗族地区书院。2002年5月，恭城书院被湖南省人民政府列为第七批湖南省文物保护单位。2013年3月5日公布为第七批全国重点文物保护单位。

## 历史沿革
恭城书院始建于北宋崇宁四年（1105年），初名罗蒙书院，后又称罗山书院。明代时，书院曾因火灾毁坏。清乾隆五十七年（1792年），当地侗族工匠在原址上重建书院，并更名为恭城书院。1934年12月，中央红军长征途经通道县，在此召开“通道会议”，决定放弃北上湘西的计划，改向贵州进军，史称“通道转兵”。